# Hội Khoa học Kỹ thuật Công nghiệp Tàu thủy Việt Nam
Hội Khoa học Kỹ thuật Công nghiệp Tàu thủy Việt Nam là tổ chức xã hội nghề nghiệp phi lợi nhuận của những người và các tổ chức, doanh nghiệp hoạt động trong các lĩnh vực liên quan đến khoa học kỹ thuật công nghiệp tàu thủy tại Việt Nam. Hội có tên giao dịch bằng tiếng Anh là Vietnam Shipbuilding Industry Association, viết tắt là VISIA .
Hội là thành viên của Liên hiệp các Hội Khoa học và Kỹ thuật Việt Nam. Điều lệ Hội hiện hành đã được Bộ Nội vụ phê duyệt tại Quyết định số 229/QĐ-BNV ngày 15 tháng 2 năm 2006 .
Trụ sở Hội đặt tại địa chỉ số 172 phố Ngọc Khánh, phường Giảng Võ, quận Ba Đình, thành phố Hà Nội .

## Xuất bản
Hội xuất bản Tạp chí Công nghiệp tàu thủy Việt Nam, bắt đầu từ tháng 4/2015. Tạp chí có chỉ số ISSN 1859-1574, là phương tiện để các nhà nghiên cứu công bố quốc tế hoặc giới thiệu các công trình về đóng tàu và hàng hải .